# Äspholm, Söderköpings kommun
Äspholm är en ö i Sankt Anna socken i Söderköpings kommun, strax norr om Risö. Ön har en yta på 1,07 kvadratkilometer.
Äspholm har haft fast bosättning åtminstone sedan 1543. 1795 fanns fyra hushåll på ön och vid mitten av 1800-talet bodde omkring 30 personer på ön. 1870 fick ön en egen skola. Från slutet av 1800-talet fick Äspholmen ångbåtsförbindelse med Söderköping. 1900 fanns totalt omkring 70 invånare på ön. Under 1900-talet minskade dock befolkningen, skolan stängde 1936. 2012 fanns 7 fastboende på ön. En del av de gamla gårdarna används som fritidshus, därtill har ett antal nya uppförts på ön.